# FC Vítkovice
O FC Vítkovice foi uma equipe de futebol da parte Morávia da cidade de Ostrava, na República Tcheca. Foi fundado em 1919. Suas cores são vermelho, branco e azul. Em 1995, o clube se fundiu com o FC Karviná-Vítkovice, formando o FC Vítkovice.
Disputa suas partidas no Městský Stadion, em Ostrava, que tem capacidade para 13.375 espectadores.
A equipe compete atualmente na segunda divisão do Campeonato Tcheco, onde nunca obteve muito destaque. O principal título do clube foi o Campeonato Tchecoslovaco na temporada 1985/86. Também foi vice-campeão em 1986/87, ficando atrás do Sparta Praga.
Sua melhor colocação nas principais competições européias foi as quartas de final na Copa da UEFA em 1987/88. Após eliminar o sueco AIK, o escocês Dundee United e o português Vitória de Guimarães, o clube sucumbiu ao Espanyol, perdendo por 2 a 0 na Espanha e empatando por 0 a 0 em casa.
Outra participação importante a nível europeu foi a Copa Mitropa em 1981/82, quando ficou na segunda colocação, apenas 1 ponto atrás do poderoso Milan, da Itália.

## Nomes
- 1919 — SK Slavoj Vítkovice (Sportovní klub Slavoj Vítkovice)
- 1922 — SK Vítkovice (Sportovní klub Vítkovice)
- 1923 — SSK Vítkovice (Sportovné spolecenský klub Vítkovice)
- 1937 — SK Železárny Vítkovice (Sportovní klub Železárny Vítkovice)
- 1939 — ČSK Vítkovice (Ceský sportovní klub Vítkovice)
- 1945 — SK VŽ Vítkovice (Sportovní klub Vítkovické zelezárny)
- 1951 — Sokol Vítkovice
- 1952 — Baník Vítkovice
- 1957 — TJ VŽKG Ostrava(Tělovýchovná jednota Vítkovické zelezárny Klementa Gottwalda Ostrava)
- 1979 — TJ Vítkovice (Tělovýchovná jednota Vítkovice)
- 1992 — SSK Vítkovice (Sportovné spolecenský klub Vítkovice)
- 1993 — FC Kovkor Vítkovice (Football Club Kovkor Vítkovice)
- 1995 — FC Vítkovice (Football Club Vítkovice)

## Títulos
- Campeonato Tchecoslovaco: 1 (1986);